# Sphaenorhynchus surdus
Sphaenorhynchus surdus és una espècie de granota endèmica del Brasil.